# Svino
Svino (in sloveno Zavino) è un paese della Slovenia, frazione del comune di Aidussina.

## Geografia fisica
La località, che si trova a 167,1 metri s.l.m. ed a 19,6 chilometri dal confine italiano, è situata sulle colline del Vipacco (Vipavski griči) a 10,5 km dal capoluogo comunale.
 
L'altura principale è il Mali Školj (395 m). La frazione è attraversata dai corsi d'acqua Svinjšček e Mlac.

## Storia
Durante il dominio asburgico fu frazione del comune di Samaria.